# Automorfe vorm
In  de wiskunde, in het bijzonder in de getaltheorie, de groepentheorie en de harmonische analyse, is een automorfe vorm een "nette"  functie van een topologische groep in een complexe ruimte die invariant is onder de werking van een discrete ondergroep van de topologische groep. Automorfe vormen vormen een uitbreiding van de theorie van de modulaire vormen. 
Henri Poincaré ontdekte voor het eerst automorfe vormen als veralgemeningen van goniometrische en elliptische functies. Door het langlands-programma spelen automorfe vormen een belangrijke rol in de moderne getaltheorie.